# Sven Quandt
Sven Quandt (giugno 1956) è un dirigente sportivo tedesco, appartenente alla famiglia Quandt, azionista di maggioranza della BMW.

## Biografia
Figlio di Herbert Quandt, che nel 1959 è diventato azionista di riferimento della BMW, ha conseguito la laurea in commercio nel 1985, nel 1991 ha iniziato a dedicarsi anche alle corse automobilistiche correndo nei rally raid come pilota e co-pilota di fuoristrada. Nel corso degli anni all'esperienza maturata nella gestione delle aziende, ha unito la sua passione per l'automobilismo. Nel 1998 ha vinto la Marathon Cup con una Mitsubishi Pajero del GECO Raid Sport, team che ottenne il 1º, 2ºe 3º posto di classe all Parigi-Dakar. Dal novembre 2002 fino alla fine del 2004 ha ricoperto il ruolo di capo del settore sportivo  della Mitsubishi Motors Motor Sport GmbH. 
Dal 2002 Sven Quandt ha messo in pratica la sua passione per l'automobilismo sportivo, fondando il team X-Raid, settore corse della casa automobilistica di Monaco di Baviera, specificatamente dedicato ai rally raid, questa squadra privata da lui gestita, dispone del supporto della casa automobilistica BMW.